# توماس غرانت (لاعب كريكت)
توماس غرانت (بالإنجليزية: Thomas Grant)‏ (20 ديسمبر 1879 بملبورن في أستراليا - 1934 في أستراليا) هو لاعب كريكت أسترالي. لعب مع فريق فكتوريا للكريكت.

## وصلات خارجية
- توماس غرانت (لاعب كريكت) على موقع إي آس بي آن كريك إنفو (الإنجليزية)